# Boutoum Fedem
Boutoum Fedem est un village du Cameroun situé dans la commune de Meri, le département du Diamaré et la Région de l'Extrême-Nord. Il dépend du canton de Godola.

## Localisation
Le village de Boutoum Fedem est localisé à 10°38‘58"N et 14°17‘16"E et se trouve à 484 mètres d’altitude. Il est proche des villages Mambang (1,89 km) et Dangar (3,51 km)

## Population
En 1974, on distinguait deux villages : Boutoum Fedem Foulbe comptait 103 habitants et Boutoum Fedem Guiziga en comptait 120.
Lors du dernier recensement de 2005, on a dénombré 729 personnes à Boutoum Fedem (ensemble), dont 357 hommes (48,98%) et 372 femmes (51,02%).